# 山界回族乡
山界回族乡，是中华人民共和国湖南省邵陽市隆回县下辖的一个乡镇级行政单位。

## 行政区划
山界回族乡下辖以下地区：
坳头村、黄羊村、木瓜村、左江村、崇山村、龙眼村、香花村、篡英村、新栗村、落马村、千秋村、罗白村、陈栗村、金鸡坪村、五峰山村、莫洛田村、槎江村、樟石村、大坪庄村、朝阳村、民族村、老屋村、南寺村、架枧村和四方井村。